# Spiniphilus spinicornis
Spiniphilus spinicornis is een keversoort uit de familie Vesperidae. De wetenschappelijke naam van de soort werd in 2011 gepubliceerd door Lin & Bi.